# Lỗ trắng

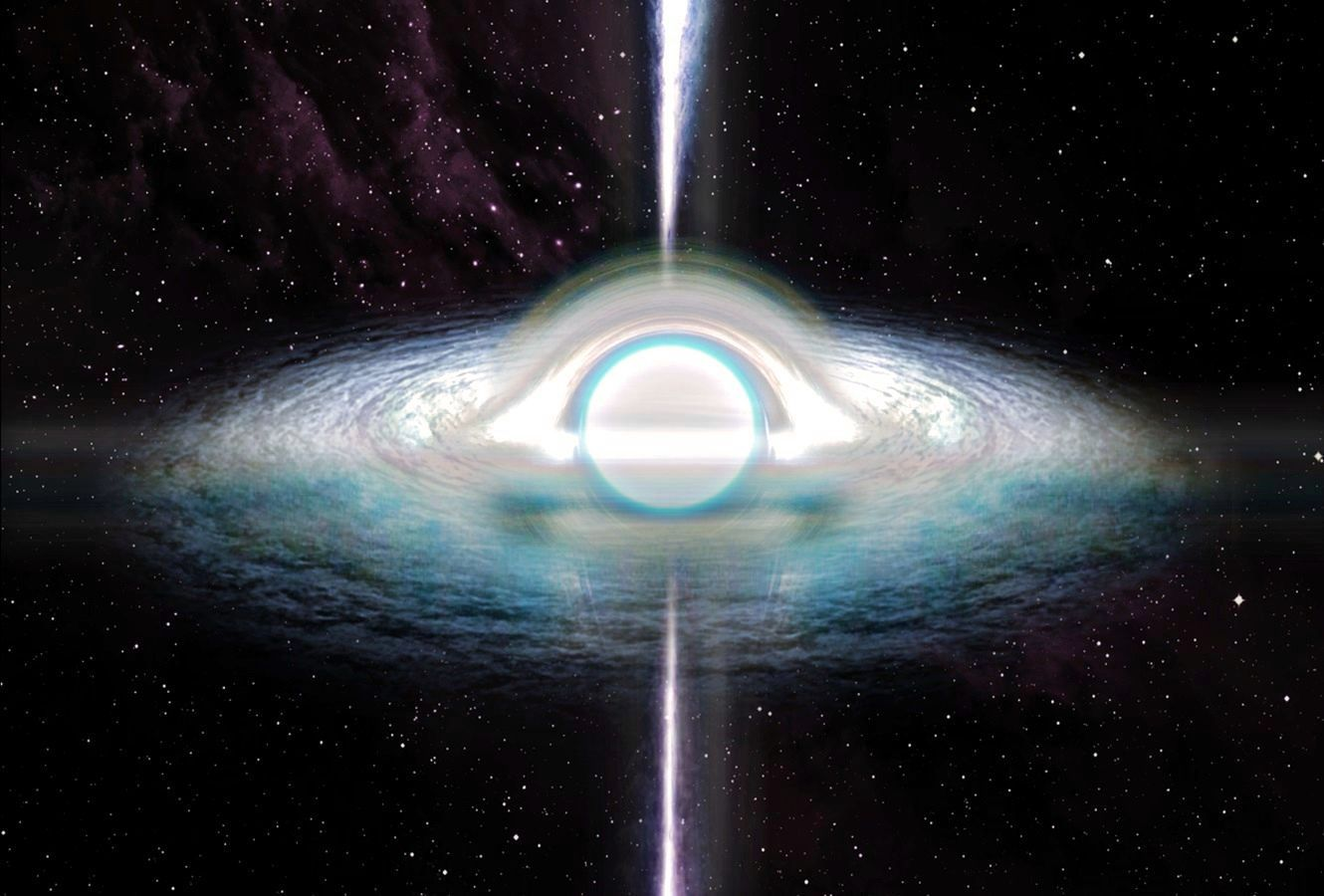
Lỗ trắng được coi như lỗ đen quay ngược thời gian

Trong thuyết tương đối rộng, lỗ trắng là một vùng không gian của không-thời gian và là một Điểm Kì Dị, nơi phóng ra vật chất, Năng lượng, Ánh sáng, Thông tin nhưng không thứ gì có thể tiến vào nó. Theo nghĩa này, Lỗ Trắng ngược lại với Lỗ Đen vốn hút mọi vật chất. 
Lỗ Trắng xuất hiện trong lý thuyết về các Lỗ đen vĩnh cửu kết nối nhau qua Lỗ sâu Schwarzschild hoặc Cầu Einstein–Rosen. 
Một Lỗ Trắng còn được miêu tả bằng việc quan sát Lỗ Đen với thời gian đi ngược lại quá khứ. Thuyết tương đối rộng là đối xứng theo thời gian. Các phương trình về trạng thái cân bằng trong lý thuyết này đều có hai nghiệm tương ứng với hai chiều thời gian. Nếu áp dụng quy luật này cho phương trình cho ra nghiệm miêu tả lỗ đen với chiều thời gian dương, kết quả thu được khi nghịch đảo thời gian là Lỗ Trắng.
Bởi vì một lỗ đen là một vùng không gian mà không một vật nào có thể thoát khỏi nó, đối nghịch theo thời gian của một lỗ đen là một vùng không gian mà không một vật nào có thể rơi vào đó. Một lỗ đen chỉ có thể nuốt vật khác vào, một lỗ trắng chỉ có thể phun vật khác ra từ trong lỗ đen. [cần dẫn nguồn]
Lỗ Trắng được đề xuất lần đầu bởi nhà Thiên Văn Học Xô Viết Igor Novikov năm 1964.
Các lỗ trắng hoàn toàn tồn tại trên lý thuyết toán học nhờ sự đối xứng của thuyết tương đối rộng, nhưng điều đó không có nghĩa là chúng hiện đang tồn tại trong tự nhiên. Trên thực tế chúng hầu như không thể tồn tại, bởi vì không có cách nào đảo ngược thời gian để tạo ra một lỗ như thế. Và, vì lỗ đen hút vật chất và biến vật chất đó thành một phần của nó, còn lỗ trắng phun vật chất ra, không khác gì đang phun các bộ phận của nó ra, khiến nó khó có thể tồn tại, dù chỉ một giây 

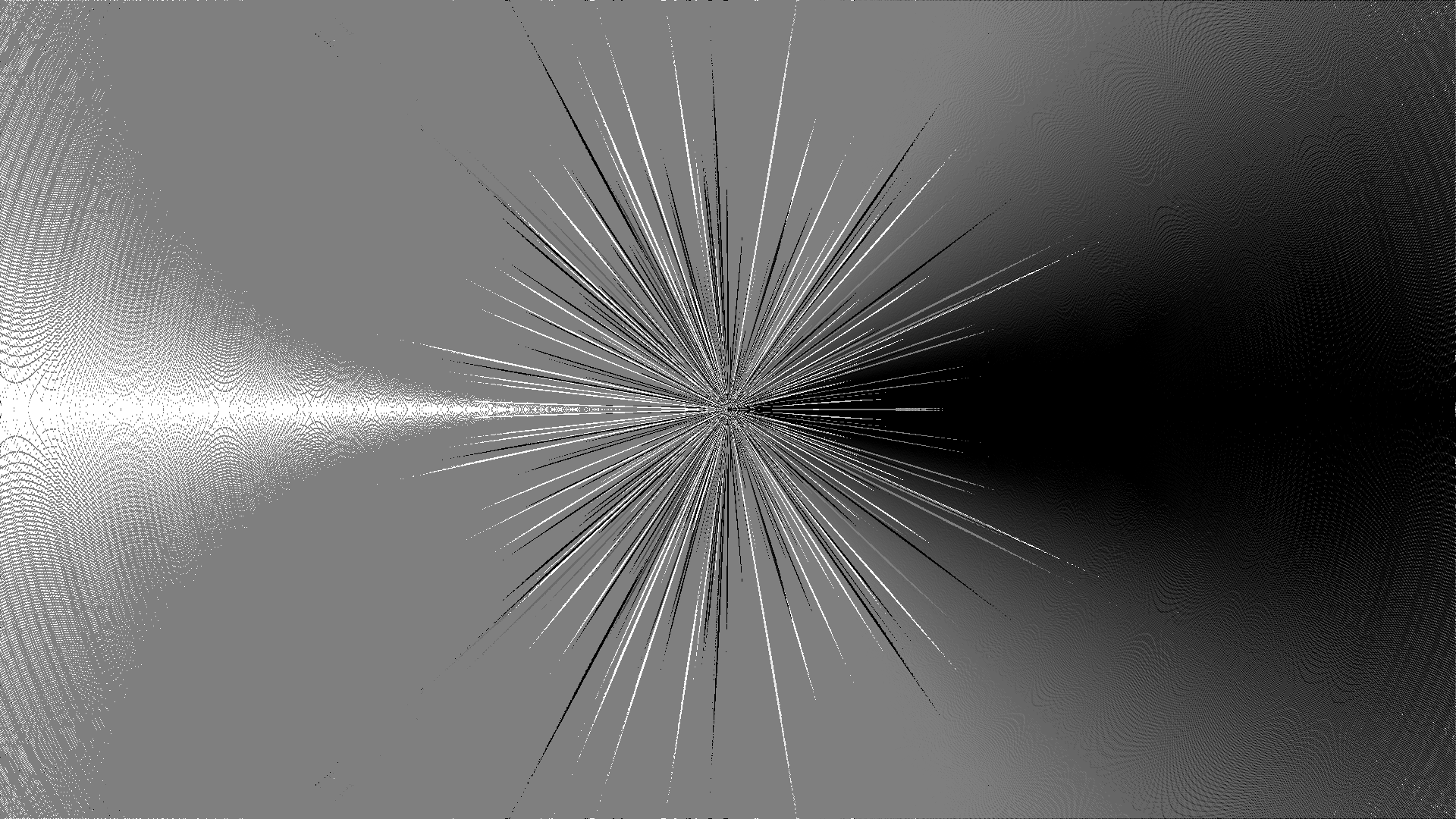
Lỗ trắng có thể là một cánh cửa phía sau lỗ đen.

Có quan niệm cho rằng, Vụ nổ lớn, sự khởi đầu của Vũ Trụ chính là một lỗ trắng, vì ở không-thời gian lúc đó, chỉ có vật chất và năng lượng được phun ra . Bởi chỉ có sự hào phóng của hố trắng mới có thể tạo ra nhiều vật chất đến như vậy. 
Nhưng cho đến tận ngày nay, "hố trắng" vẫn chỉ tồn tại trong tưởng tượng của các nhà khoa học, con người chưa hề quan sát thấy bất kì một chứng cứ nào chứng minh sự tồn tại của "hố trắng".